# Муезинович, Мустафа
Мустафа Муезинович (босн. и хорв. Mustafa Mujezinović; 27 декабря 1954, Сараево, СФРЮ — 23 декабря 2019, Сараево, Босния и Герцеговина) — боснийский политический и государственный деятель, Председатель Совета министров Федерации Боснии и Герцеговины (25 июня 2009 — 17 марта 2011), губернатор Сараевского кантона, премьер Сараевского кантона, мэр Стари-Град, дипломат.

## Биография
Окончил в 1978 году электротехнический факультет Сараевского университета. В 1978—1983 годах работал конструктором, затем инженером по качеству на заводе трансформаторов и распределительного оборудования ТТС, «Энергоинвест» Сараево. С 1983 по 1990 год — менеджер группы технических продаж на заводе «Энергоинвест» Сараево. С 1990 по 1992 год — менеджер по продажам, член правления завода ТТС, «Энергоинвест» Сараево.
С 1994 по 1995 год был президентом муниципалитета Стари-Град в Сараево, а с 1995 по 1996 год — мэром Стари-Град.
С 1996 по 1998 год работал премьером Сараевского кантона, с 1998 по 2000 год — губернатор Сараевского кантона. С 2000 по 2001 год был послом Боснии и Герцеговины в Организации по безопасности и сотрудничеству в Европе.
С 2002 по 2004 год — директор приватизационного фонда «Превент Инвест». С 2004 по 2008 год был послом Боснии и Герцеговины в Малайзии. Позже служил послом Боснии и Герцеговины в Лондоне. 
С 2008 года работал советником правления Банка развития Федерации Боснии и Герцеговины. В 2009—2011 годах занимал пост премьер-министра Федерации Боснии и Герцеговины. С ноября 2016 до 2020 года — Посол Боснии и Герцеговины в России.